# Ányos
Az Ányos férfinév amely valószínűleg a görög Annianosz névből ered, a latin Anianus közvetítésével. Eredeti jelentése valószínűleg: bántó, zsarnoki.

## Rokonnevek
- Ángyán

## Gyakorisága
Az 1990-es években szórványosan fordult elő, a 2000-es években nem szerepel a 100 leggyakoribb férfinév között.

## Névnapok
- április 25.[2]
- november 15.[2]
- december 7.[2]

## Híres Ányosok
- Jedlik Ányos, bencés pap, a dinamó-elv felfedezője, az MTA tagja
- Szent Ányos, orléans-i püspök